# Caruso (canción)
"Caruso" es una canción compuesta en 1986 por el cantautor italiano Lucio Dalla y dedicada al tenor, igualmente italiano, Enrico Caruso. Tras la muerte de Lucio Dalla, la canción ocupó durante dos semanas el puesto número dos en la lista italiana de sencillos, siendo certificado también como disco de platino por la Federación de la Industria de la Música italiana.

## Significado de la canción
La canción está inspirada en la muerte del gran tenor italiano Enrico Caruso, y habla del dolor y los anhelos de un hombre que, estando a punto de morir, mira a los ojos a una niña muy querida para él.
Según explicó Lucio Dalla en una entrevista publicada por Il Corriere della Sera, la canción se inspiró en las historias sobre la muerte de Enrico Caruso que le contaron los propietarios de un hotel de Sorrento en el que se alojó una vez que se vio obligado a hacer una escala allí con su barco. Dalla pasó la noche en la misma habitación en la que, muchos años antes, Caruso había pasado algunos de sus últimos días. Los propietarios del hotel le hablaron de la pasión que por aquel entonces Caruso sentía por una joven a quien le estaba dando lecciones de canto. Enrico Caruso, una gran leyenda de la ópera, era uno de los cantantes más grandes y más buscados durante finales del siglo XIX y principios del siglo XX. Vivió una vida muy difícil y bastante infeliz, habiéndose registrado muchos desafíos y problemas con los teatros de ópera italianos; pero ganó más fama y éxito en los Estados Unidos.
Caruso había nacido en el seno de una familia muy pobre, en Nápoles. Estuvo a menudo envuelto en amoríos con mujeres, y mantuvo varias relaciones con mujeres casadas prominentes de las artes escénicas. Estos amores a menudo terminaban mal. Con Ada Giachetti, su más apasionada y larga historia de amor, y que ya estaba casada, llegó a tener dos hijos; pero al final ella le dejaría por su chófer. Entonces conoció y se casó con una mujer veinte años menor que él, Dorothy Parque Benjamin, solo unos pocos años antes de morir; es a esta mujer a quien Lucio Dalla describe en la canción "Caruso". Con ella tuvo una hija llamada Gloria.
Guardò negli occhi la ragazza quegli occhi verdi come il mare

Poi all'improvviso uscì una lacrima e lui credette di affogare

Te voglio bene assaje ma tanto tanto bene sai
En la canción se dice "Surriento", que es la forma propia del dialecto napolitano para decir Sorrento. Es el lugar donde pasó muchos días en convalecencia, antes de que finalmente muriese en el Hotel Vesubio, en Nápoles. La música y las palabras del estribillo
Te voglio bene assaje

ma tanto tanto bene sai

è una catena ormai.

che scioglie il sangue dint'e vene sai...
se basan en una canción napolitana titulada "Dicitencello vuje", publicada en 1930 por Rodolfo Falvo (música) y Enzo Fusco (texto) de acuerdo con la mejor tradición de la napolitana "romances" con un estilo operístico fuerte.
En italiano se le puede decir "Ti voglio bene" ("te quiero") a cualquier miembro de la familia o a un amigo cercano; pero la frase no se utiliza normalmente para dirigirse a un amor romántico. Las palabras exactas de la canción son: "Te voglio bene assaie; ma tanto, tanto, bene sai"; que en dialecto napolitano quieren decir: "Te quiero mucho. Pero mucho, mucho, bien lo sabes." Y siguen después estas líneas:"Es ya una cadena (un vínculo) tal, que se deshiela la sangre en mis venas, bien lo sabes"
Desde un punto de vista psicológico, las palabras -con un tinte no romántico- "Ti voglio bene" significan la transferencia de sus antiguos sentimientos, actitudes o deseos sobre una persona, pero que se proyectan inconscientemente hacia otra aquí y ahora; y en este contexto, hacia la madre de Caruso.
El video oficial de Lucio Dalla de la canción fue filmado en el citado Hotel Vesuvio donde Enrico Caruso murió.
En 2015, con motivo del tercer aniversario de la muerte de Dalla, GoldenGate Edizioni publicó la novela biográfica de Raffaele Lauro, "Caruso, la canción - Lucio Dalla y Sorrento". A través de testimonios inéditos, el libro reconstruye el vínculo, de casi cincuenta años de duración (desde 1964 hasta 2012), del gran artista con Sorrento ("Sorrento es el verdadero rincón de mi alma"), y la inspiración auténtica para su obra maestra, "Caruso". La película documental del mismo autor, "Lucio Dalla y Sorrento - Lugares del Alma", se presentó en estreno nacional el 7 de agosto de 2015, en el Festival de Cine Social Mundial 2015 de Vico Equense.

## Versiones
- Maria Farantouri, cantante griega, presentando la música compuesta por Leo Brouwer, versionó la canción en 1990, en su álbum Maria Farantouri - - 17 Songs.
- Estela Raval versionó en español la canción en su álbum "Una" que grabó en Chile en 1990.
- Valeria Lynch incluyó una potente versión acompañada por un coro lírico  en su show Háblame de amor (1991).
- Andrea Bocelli versionó la canción en su álbum de debut Il Mare calmo della sera (1994) y más tarde en su álbum Romanza.
- Ana Belén la incluyó en su álbum Mírame (1997) a dúo con el propio Dalla.
- Andrea Tessa, cantante chilena,  interpretó la canción en 2020, en su álbum Nostálgica.
- Milva, versionó la canción en 1994 en su álbum Milva & James Last: Dein Ist Mein Ganzes Herz, grabado en la colaboración con James Last Un vivo rendition de la canción actuada en Osaka, Japón en 1996 estuvo incluido en su álbum de edición limitado Vivo y Más (Milva Club de Coleccionistas), emitido en 1998.
- Luciano Pavarotti grabó la canción en 1986. En 1993 "Pavarotti y álbum" de Amigos con Lucio Dalla, el compositor, y en Los Tres Tenores, incluido en  París 1998.
- Aldo Romano, en el disco Aldo Romano Quartet featuring Paolo Fresu - Non Dimenticar (1999)
- Lara Fabian, la incluyó en En Toute Intimité (2003).
- Julio Iglesias versionó esta canción en su álbum Loco (1994).
- El cantante ruso Vitas versionó esta canción en 2002.
- Josh Groban versionó esta canción en su segundo álbum de estudio Closer (2003).
- Il Divo grabó una versión más ralentizada de la canción para su álbum Siempre publicado en noviembre 2006.
- Sergio Franchi versionó la canción en 1989 en su último álbum Encore.
- Fatih Erkoç versionó la canción turca "Unğlama" con el nombre en 1996 en su álbum "Kardelen".
- Florent Pagny versionó la canción en 1996.
- Antonio Forcione con Sabina Scubbia en su disco de 1997 Me Conozco En Londres.r.
- Mina Mazzini versionó esta canción en Ti conosco mascherina, elepé doble, originalmente grabado en 1990.
- Zizi Possi grabó la canción en el álbum "Por Amore" (1997).
- Mercedes Sosa versionó la canción en su álbum Sino (1993).
- Ricardo Montaner versionó la canción en su álbum de grandes éxitos Ricardo Montaner Oro (2001).
- En la gala 9 de la segunda edición de Operación Triunfo España, fue interpretada por los concursantes Ainhoa Cantalapiedra y Miguel Nández.
- Neal Schon (guitarrista de rock americano - Journey - Santana) grabó una versión instrumental a guitarra de esta canción en su Voz "de álbum" 2001.
- Katherine Jenkins, mezzo-soprano galesa, en Second Nature en 2004.
- En 2005 el tenor británico Jon Christos en su álbum de debut Luz del norte.
- En 2006, Mario Frangoulis incluyó esta canción en su CD/DVD Música de la Noche (Sony Clásico).
- La cantante chilena Bárbara Muñoz, grabó una versión pop de la canción en su álbum "Amanecer" en 2006.
- Chris Botti versionó la canción en 2007 para su álbum "Italia"
- En 2007, Paul Potts en su primer álbum Una posibilidad
- En 2007, la española Mercedes Cubero la versiona a ritmo de tangos flamencos en su álbum Despiértate.
- En 2008 la versiona Next time, banda de rock macedonia.
- En 2008 el grupo Pharos versionó para el álbum La Ópera de Pop Mejor 2008
- En 2009, Dominic Mancuso versionó esta canción en Comfortable Mine.
- En 2009 Garðar Thór Cortes, tenor islandés.
- En 2010, Cristian Imparato de 14 años, versionó esta canción en italiano en Mediaset Canale 5
- El 22 de enero de 2010, Danny Jones de McFly cantó una versión acortada de la canción en la segunda ronda de ITV Popstar a Operastar.
- Mark Masri grabó esta canción en su álbum de 2010 La Voce.
- Donald Braswell II grabó esta canción en su 2011 para su álbum Desencadenó.
- Alfie Boe versionó la canción en 2011 para Nunca Andarás Sólo - La Colección.
- El Cigala en su álbum Dos Lágrimas en 2011, cantando el estribillo en italiano al traducir el resto de la canción al español.
- Nino Porzio versionó esta canción en su álbum Caruso (2011).
- La canción fuye cantada a dúo por Jonathan y Charlotte durante en mayo 2012 en la semi-final de Britain's Got Talent.
- En 2012, el barítono argentino (Córdoba) Sebastián Veronesi incluye una versión en su álbum Tempo.
- En 2013, Ignazio Boschetto de Il Volo actuó un rendition en Il Volo visita como solo.
- En 2013, Forte, el trío operístico, cantó la canción en su trabajo Forte.
- En 2013, la canción fue presentada en Estación 2, Episodio 2 de Netflix Lilyhammer, cantado por Momodou Lamin Touray.
- Ivan Petrović, pop serbio-cantante de ópera cubierto en Prvi glas Srbije 2013 (La primera Voz de Serbia)
- En 2014, Cristóbal Morales, de 15 años, barítono mexicano versionó esta canción en italiano, en su debut en Clásico Crossover música.
- El cantante alemán Helene Fischer versionó la canción en su álbum de 2014 y visita Farbenspiel Vivo - Dado Tournee
- En el disco Imagine del Tenor clásico-pop Mauro Calderón versión en español.
- En 2015, Severino Seeger, Antonio Gerardi, Christoph Cronauer y Kevin Spatt interpretaron la canción en el show de fundición alemana Deutschland sucht den Superstar.
- En 2015, Giuliana Gulino, una soprano argentina de 20 años participante de Elegidos (La música en tus manos) en su segunda temporada, interpretó un cover de la canción.
- En 2016, Helene Segara, en su disco Amaretti.
- En 2016, el tenor Jonas Kaufmann, en su álbum Dolce vita.
- En 2017, Jackie Evancho en su álbum Two Hearts.
- El 12 de octubre de 2008, Laura Pausini y Jovanotti cantaron su versión de Caruso para el concierto homenaje a Luciano Pavarotti en Petra, Jordania